# George-Konell-Preis
Der George-Konell-Preis der Landeshauptstadt Wiesbaden wurde in Erinnerung an George Konell, der mehrere Jahre in Wiesbaden wohnte und arbeitete, von 1998 bis 2018 alle zwei Jahre für ein literarisches Gesamtwerk oder eine literarische Erstveröffentlichung eines Autors verliehen. Die Künstler mussten ihren ständigen Wohnsitz in Hessen haben oder durch einen biographischen Bezug mit Hessen verbunden sein. Der Preis war mit einem Preisgeld von 5000 Euro dotiert, das von Ilse Konell zur Verfügung gestellt wurde. Die Preisträger wurden von einer Jury ausgewählt, die sich aus Vertretern des literarischen Lebens der Stadt zusammensetzte.

## Preisträger
- 1998 Gudrun Pausewang
- 2000 Stephan Kaluza
- 2002 Katja Behrens
- 2004 Ricarda Junge
- 2006 Peter Kurzeck
- 2008 Silke Scheuermann
- 2010 Michael Schneider
- 2012 Alissa Walser
- 2014 Stephan Thome
- 2016 Saskia Hennig von Lange
- 2018 Eva Demski

## George-Konell-Förderpreis
Zudem wird alle zwei Jahre der George-Konell-Förderpreis an einen Schüler für einen Prosatext verliehen. Es wird ein Werk erwartet, das einen souveränen, sensiblen und kreativen Umgang mit der deutschen Sprache erkennen lässt. Inhaltliche Vorgaben gibt es nicht. Eine Jury entscheidet über die Preisverleihung.
Der George-Konell-Förderpreis wird auch nach Einstellung des Hauptpreises weiterhin vergeben (Stand 2021).